# Koenraad IV (rooms-koning)
Koenraad IV van Hohenstaufen (Andria, 25 april 1228 – Lavello, 21 mei 1254) was van 1235 tot 1254 hertog van Zwaben, van 1228 tot 1254 onder de naam Koenraad II koning van Jeruzalem, van 1237 tot 1254 koning van Duitsland en van 1250 tot 1254 onder de naam Koenraad I koning van Sicilië.

## Levensloop
Koenraad IV was de tweede, maar enige overlevende zoon van keizer Frederik II van het Heilige Roomse Rijk en diens tweede gemalin, koningin Yolande van Jeruzalem. Hij werd geboren in Andria in het zuiden van het koninkrijk Sicilië. Bij de bevalling overleed zijn moeder in het kraambed. Hierdoor werd Koenraad IV bij zijn geboorte onmiddellijk tot koning van Jeruzalem uitgeroepen. Zolang hij minderjarig was, en dus niet zelfstandig kon regeren, was zijn vader regent.
Hij leefde tot in 1235 in het zuiden van Italië, waarna hij voor het eerst het koninkrijk Duitsland bezocht. Dat jaar zette zijn vader zijn oudere halfbroer, de rebelse Hendrik VII, af als hertog van Zwaben, waarna Koenraad hem opvolgde. Zijn vader wilde Hendrik VII ook afzetten als Rooms-Duits koning en hem vervangen door Koenraad IV, maar slaagde daar niet in tot in 1237 de Rijksdag van Wenen plaatsvond. Deze titel, die echter niet erkend werd door paus Gregorius IX, zou Koenraads toekomst als keizer van het Heilige Roomse Rijk verzekeren. Zolang Koenraad IV nog niet meerderjarig was, werd aartsbisschop Siegfried III van Mainz regent. In 1242 werd deze als regent vervangen door landgraaf Hendrik Raspe van Thüringen en koning Wenceslaus I van Bohemen. Vanaf ongeveer 1240 werd Koenraad IV direct betrokken in de Duitse politiek. 
In 1245 werd zijn vader echter door paus Innocentius IV geëxcommuniceerd en verklaarde de paus Koenraad IV afgezet als Rooms-Duits koning. Landgraaf Hendrik Raspe van Thüringen steunde de paus hierin en liet zich op 22 mei 1246 verkiezen tot Rooms-Duits tegenkoning. Er brak daarop oorlog uit tussen Hendrik Raspe en Koenraad IV, en in augustus 1246 werden Koenraads troepen in de Slag bij Nidda verslagen door die van Hendrik Raspe. Toen Hendrik Raspe in 1247 overleed, werd graaf Willem II van Holland de Rooms-Duitse tegenkoning. In 1250 kon Koenraad IV uiteindelijk de situatie in Duitsland voor even stabiliseren door de troepen van Willem II en diens bondgenoten te verslaan.
Na de dood van zijn vader werd Koenraad IV in 1250 eveneens koning van Sicilië, maar het conflict met de paus bleef bestaan. Nadat hij Willem II van Holland had verslagen, besloot hij in 1251 om Italië binnen te vallen, waar zijn halfbroer Manfred als plaatsvervanger regeerde. Koenraad wilde de rijke domeinen van zijn vader terugwinnen en wilde daarom Manfred verdrijven uit Sicilië. In januari 1252 veroverde Koenraad IV met de hulp van een vloot uit de Republiek Venetië de streek Apulië, waarmee hij erin slaagde om Manfred te verdrijven en zelf de controle over het gebied uit te oefenen. In oktober 1253 veroverde Koenraad IV de stad Napels.
Hij slaagde er echter niet in om de steun van de aanhangers van de paus te verwerven en de paus stelde in 1253 Edmund van Lancaster, zoon van koning Hendrik III van Engeland, aan als koning van Sicilië. Kort daarop werd Koenraad IV door de paus geëxcommuniceerd.
In 1254 overleed hij in Lavello aan de gevolgen van malaria. Zijn broer Manfred en later zijn zoon Konradijn zetten de strijd tegen de paus voort, maar zonder veel succes. Met zijn dood begon ook het Interregnum, waarbij niemand erin slaagde om de volledige controle over Duitsland te verwerven en waarbij niemand tot keizer van het Heilige Roomse Rijk werd gekroond. Het interregnum zou duren tot in 1273, toen Rudolf van Habsburg tot Rooms-Duits koning werd verkozen.

## Huwelijk en nakomelingen
In 1246 trouwde Koenraad IV met Elisabeth van Beieren, dochter van hertog Otto II van Beieren. Ze kregen een zoon:
- Konradijn (1252-1268), koning van Sicilië, koning van Jeruzalem en hertog van Zwaben.

## Voorouders
| Voorouders van Koenraad IV (1228-1254) | Voorouders van Koenraad IV (1228-1254)                                              | Voorouders van Koenraad IV (1228-1254)                                              | Voorouders van Koenraad IV (1228-1254)                                  | Voorouders van Koenraad IV (1228-1254)                                  | Voorouders van Koenraad IV (1228-1254)                              | Voorouders van Koenraad IV (1228-1254)                              | Voorouders van Koenraad IV (1228-1254)                                   | Voorouders van Koenraad IV (1228-1254)                                   |
| -------------------------------------- | ----------------------------------------------------------------------------------- | ----------------------------------------------------------------------------------- | ----------------------------------------------------------------------- | ----------------------------------------------------------------------- | ------------------------------------------------------------------- | ------------------------------------------------------------------- | ------------------------------------------------------------------------ | ------------------------------------------------------------------------ |
| Overgrootouders                        | Keizer Frederik I Barbarossa (122-1190) ∞ 1156 Beatrix I van Bourgondië (1145-1184) | Keizer Frederik I Barbarossa (122-1190) ∞ 1156 Beatrix I van Bourgondië (1145-1184) | Rogier II van Sicilië (1095-1154) ∞ 1130 Beatrix van Rethel (1130-1185) | Rogier II van Sicilië (1095-1154) ∞ 1130 Beatrix van Rethel (1130-1185) | Erard II van Brienne (1130-1190) ∞ Agnes van Montfaucon (1150-1200) | Erard II van Brienne (1130-1190) ∞ Agnes van Montfaucon (1150-1200) | Koenraad van Monferrato (1144-1192) ∞ Isabella van Jeruzalem (1172-1205) | Koenraad van Monferrato (1144-1192) ∞ Isabella van Jeruzalem (1172-1205) |
| Grootouders                            | Keizer Hendrik VI (1165-1197) ∞ Constance van Sicilië (1154-1198)                   | Keizer Hendrik VI (1165-1197) ∞ Constance van Sicilië (1154-1198)                   | Keizer Hendrik VI (1165-1197) ∞ Constance van Sicilië (1154-1198)       | Keizer Hendrik VI (1165-1197) ∞ Constance van Sicilië (1154-1198)       | Jan van Brienne (1148-1237) ∞ Maria van Jeruzalem (1192-1212)       | Jan van Brienne (1148-1237) ∞ Maria van Jeruzalem (1192-1212)       | Jan van Brienne (1148-1237) ∞ Maria van Jeruzalem (1192-1212)            | Jan van Brienne (1148-1237) ∞ Maria van Jeruzalem (1192-1212)            |
| Ouders                                 | Keizer Frederik II (1194-1250) ∞ Yolande van Jeruzalem (1212-1228)                  | Keizer Frederik II (1194-1250) ∞ Yolande van Jeruzalem (1212-1228)                  | Keizer Frederik II (1194-1250) ∞ Yolande van Jeruzalem (1212-1228)      | Keizer Frederik II (1194-1250) ∞ Yolande van Jeruzalem (1212-1228)      | Keizer Frederik II (1194-1250) ∞ Yolande van Jeruzalem (1212-1228)  | Keizer Frederik II (1194-1250) ∞ Yolande van Jeruzalem (1212-1228)  | Keizer Frederik II (1194-1250) ∞ Yolande van Jeruzalem (1212-1228)       | Keizer Frederik II (1194-1250) ∞ Yolande van Jeruzalem (1212-1228)       |

vet = keizer · cursief = tegenkoning · 1 = medekoning (in een deelrijk) · 2 = afkomstig uit een andere dynastie
- Gemeinsame Normdatei: 118565087
- International Standard Name Identifier: 0000 0000 6136 4837
- Library of Congress Control Number: no2013019384
- Nationale Bibliotheek van Israël: 987007590255405171
- Nationale Bibliotheek van Polen: a0000002598169
- Nederlandse Thesaurus van Auteursnamen: 140930817
- Système universitaire de documentation: 122148878
- Union List of Artist Names: 500355704
- Virtual International Authority File: 263056045
- WorldCat: E39PBJvtbBcpdhCDMFTCcqPYT3